# Frederick Parkes Weber

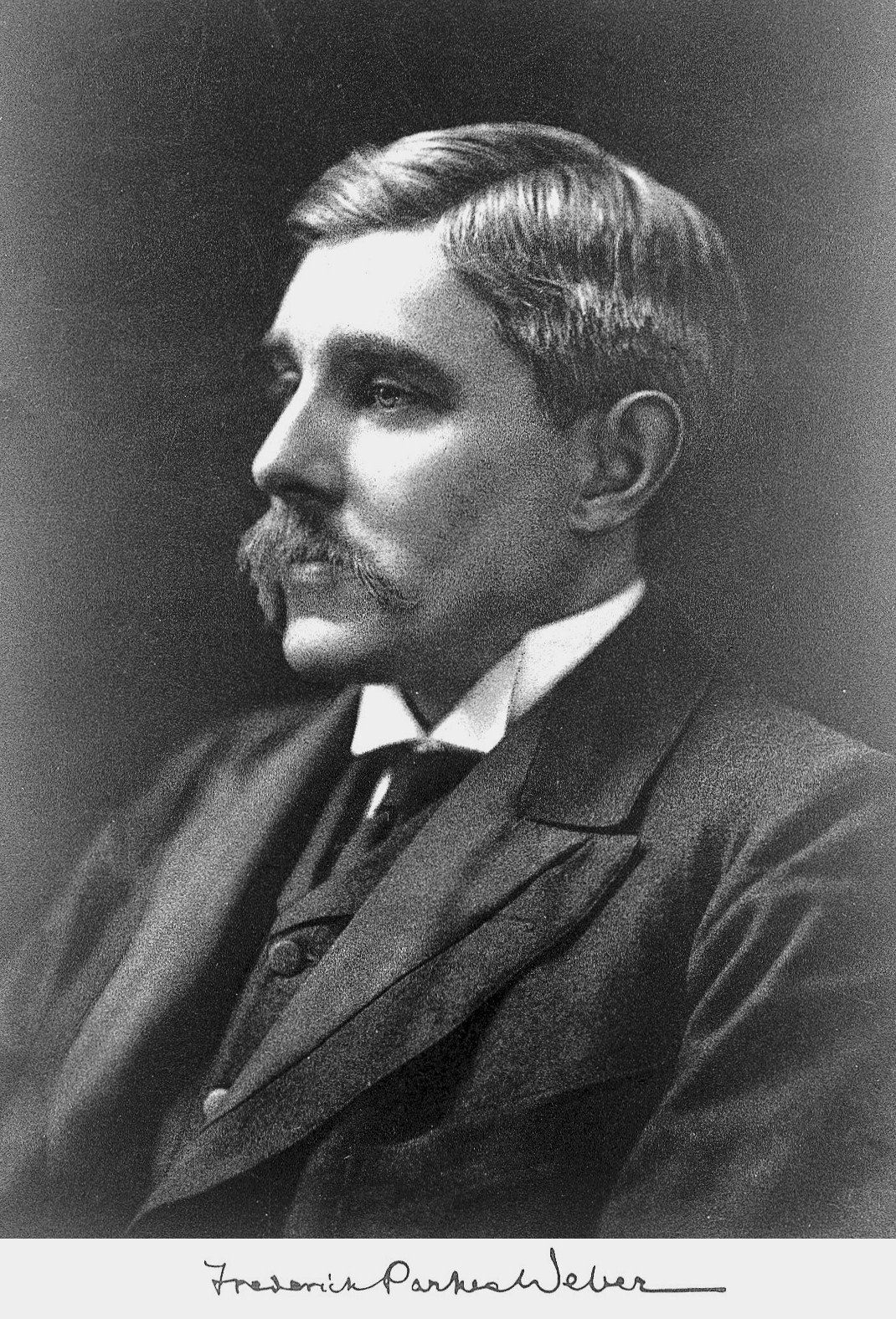
Frederick Parkes Weber

Frederick Parkes Weber (* 8. Mai 1863; † 2. Juni 1962) war ein britischer Dermatologe.
Sein Vater, Sir Hermann David Weber (1823–1918) stammte aus dem unterfränkischen Holzkirchen und war nach England ausgewandert, um am German Hospital in London zu arbeiten.
Frederick Parkes Weber absolvierte sein Medizinstudium am St. Bartholomew’s Hospital sowie in Wien und Paris. Nach seiner Rückkehr nach England arbeitete er ab 1894 ebenfalls am German Hospital,  Dalston in London. Später wurde er parallel House Physician und House Surgeon am St. Bartholomew’s Hospital sowie in der Folge House Physician am Brompton Hospital und Arzt am Mount Vernon Hospital.
Im Jahr 1922 gelang ihm unter Einsatz der Röntgentechnologie der Nachweis von Kalkablagerungen im Inneren des Schädels bei einer Kongenitalen neurokutanen Erkrankung, die den Namen Sturge-Weber-Krabbe Syndrom erhielt.
Weber war im Verlauf von 50 Jahren Autor von über 1200 medizinischen Artikeln und 23 Büchern. 1910 publizierte er ein medizinphilosophisches Buch, das mehrere Auflagen erlebte.
Eine umfassende Sammlung seiner Arbeiten befindet sich im Besitz der Wellcome Library in London.

## Krankheiten / Syndrome
Sein Name ist mit zahlreichen Krankheiten und Syndromen verbunden:
- Klippel-Trénaunay-Weber-Syndrom
- Osler-Weber-Rendu-Krankheit
- Parkes Weber-Syndrom
- Weber-Christian-Krankheit
- Weber-Cockayne-Syndrom